# Сейм Репнина

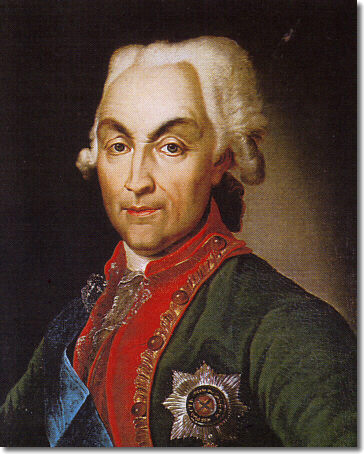
Николай Васильевич Репнин

Сейм Репнина — сейм Речи Посполитой, проходивший в Варшаве с 5 октября 1767 года по 27 февраля 1768 года. Назван по фамилии российского посла Н. В. Репнина.

## Предыстория
Главной целью предстоящего сейма российское правительство видело признание гарантии Россией государственного строя Речи Посполитой.
Созыв сеймиков был назначен на 24 августа. В ходе сеймиков российский посол Репнин и радомские конфедераты вели свою агитацию, в том числе и с помощью подкупов. В итоге на сейм было избрано 58 послов с инструкциями Репнина, т. е. 25% от общего числа депутатов. В то же время, некоторые депутаты получали инструкции и против Репнина, и с неизвестными инструкциями. В итоге, послов с инструкциями за Репнина оказалось 43, а против — 74.
С приближением сейма, назначенного на 5 октября, ситуация всё более накалялась. Радомская конфедерация раскололась.
Обострение ситуации вызвало беспокойство при европейских дворах. В Австрии знали об этом, но вмешиваться не собирались. В Версале тоже хотели только наблюдать за ситуацией.
К открытию сейма Репнин приказал русским войскам приблизиться к Варшаве. Таким образом, в случае, если депутаты сейма не приняли бы требований России, русская армия вполне могла бы оккупировать Варшаву.

## Сейм
Сейм открылся в Варшаве 5 октября 1767 г. Репнин рассчитывал быстро закончить собрание, заставив депутатов принять решение. Однако эти планы были сорваны приездом представителя папы Римского Климента XIII, призвавшего не уступать требованиям России. Сейм начался с выступления противников России. Первые заседания сейма продолжались, и на них многие польские магнаты продемонстрировали неуступчивость к требованиям России.
Тогда Репнин решил принять ответные меры — арестовать некоторых противников России. Депутаты сейма отправили своих послов к Репнину. Начались переговоры о принятии условий императрицы.
Затем был перерыв в сейме. Следующее заседание было отложено до 1 февраля 1768 года. Переговоры Репнина с делегатами сейма закончились подписанием трактата, по которому диссиденты уравнялись в правах с католиками (так называемый диссидентский вопрос). Теперь перешли к главному вопросу: гарантии Россией польской конституции. Здесь Репнину пришлось вновь прибегнуть к арестам. Обсуждались вопросы права «вольного голоса».
Пруссия в целом поддерживала стремления России. Призывы папы Римского противодействовать России были услышаны в Вене и Версале, но активных действий от них не последовало.
Сейм продолжил работу 1 февраля 1768 г. Несмотря на некоторые протесты, 27 февраля российско-польский трактат и два сепаратных акта о правах диссидентов и российской гарантии польской конституции были утверждены сеймом. После этого договоры были ратифицированы российской императрицей и польским королём.

## Последствия
Турция выразила беспокойство по поводу пребывания русских войск в Польше, отношения России и Османской империи осложнились, тогда Репнин приказал вывести русские войска с территории Речи Посполитой. Репнин был щедро награждён за свои заслуги. Однако, вскоре начались восстание Барской конфедерации, вызванное арестом Репниным депутатов сейма и вывозом их в Калугу, а затем Колиивщина и русско-турецкая война.